# Случајни експерименти и случајни догађаји

### Увод
Дуго су, кроз историју, физичке појаве схватане детерминистички и научни закони су исказивани на начин да остваривање одређених услова доводи једнозначно до одређених резултата. Међутим, остваривање одређених услова не мора увек доводити до истих резултата, што значи да постоје и недетерминистичке - случајне појаве и случајни догађаји. Теорија вероватноћа је математичка дисциплина која се бави проучавањем законитости случајних појава.
Теорија вероватноћа се почела развијати у 16. веку, када су познати математичари тог времена покушавали да реше неке проблеме у вези са играма на срећу код којих се случајност се јасно одражавала, па су зато биле погодне за изучавање случајних појава.
У 17. веку настаје развој Теорије вероватноћа као науке, кад овом теоријом почињу да се баве и највећи математичари тог времена: Паскал, Ферма и Хајгенс. 
Савремени период развоја Теорије вероватноћа почиње са увођењем аксиоматизације у 20. веку, када је руски математичар Колмогоров, увео аксиоме теорије вероватноћа.
Теорија вероватноћа има широку примену у свим областима савремене науке: физици, хемији, биологији, медицини, економији итд. Посебно треба истаћи математичку статистику која у целини користи апарат теорије вероватноћа и чије се методе користе у многим другим наукама. 

### Случајни догађаји
За проучавање законитости случајних појава у Теорији вероватноћа формирају се математички, прецизније, вероватносни модели случајних
појава, односно, случајног експеримента у коме се испитује одређена појава. Појам ”експеримент” се обично схвата као низ радњи - поступака да би се дошло до неких закључака. То су и ситуације у којима се не обавља никакав стварни експеримент, већ само посматрање.
Случајан или стохастички експеримент је експеримент који има следеће особине:
1. унапред је прецизирано шта се региструје у експерименту и познат је скуп свих могућих исхода експеримента;
2. исход сваког појединачног експеримента није унапред познат;
3. експеримент се може понављати произвољан број пута у неизмењеним условима.

Типичан пример експеримента су бацање новчића са два исхода - писмо, грб и бацање коцке за игру, чије су стране нумерисане бројевима од 1 до 6, и у коме се региструје број који се при бацању појавио на горњој страни коцке.
Скуп свих могућих исхода или резултата неког случајног експеримента назива се простор елементарних догађаја или простор исхода и означава се са Ω, а његови елементи, тј. поједини елементарни догађаји или исходи са ω. Скуп Ω може бити коначан и бесконачан (пребројив или непребројив). Каже се да је простор исхода дискретан ако садржи највише пребројиво много елемената. Простор исхода је непрекидан ако садржи непребројиво много елемената, на пример, скуп свих тачака неког интервала, скуп свих тачака у равни.
Случајан догађај се дефинише као подскуп скупа Ω. Случајни догађаји се означавају великим словима A, B, C...
Догађај А се реализује или остварује ако се реализује неки исход који припада подскупу А. Цео скуп Ω је догађај који се реализује увек и назива се известан или сигуран догађај. Празан скуп ∅ је немогућ догађај јер се никада не реализује.

###### Примери
1. Баца се коцка и региструје број који се појавио на горњој страни. Скуп свих могућих исхода је Ω = {1, 2, 3, 4, 5, 6}. Догађај А - појавио се број дељив са три, је А = {3, 6}.
2. Новчић се баца четири пута и региструје се број појављивања писама. Овде је Ω = {0, 1, 2, 3, 4}, а А = {0} догађај - ниједном није пало писмо.
3. Новчић се баца четири пута и региструје се низ добијених писама П и грбова Г. Овде су исходи низови дужине четири састављени од слова П и Г, па је Ω = {ПППП, ПППГ,...,ГГГГ} . Овај скуп има 24 = 16 елемената (број варијација четврте класе од два елемента).
Нека је А = {ПППП, ПППГ, ППГП, ПГПП, ГППП}, то је догађај који значи да се код четири бацања новчића писмо појавило већи број пута од грба
4. Артикли се производе док се не произведе 10 исправних. Региструје се број произведених артикала. Простор исхода Ω = {10, 11, 12,...} је пребројив скуп.

### Догађаји - релације и операције
Дефинисање догађаја као подскупова скупа Ω омогућава да се познате основне релације и операције међу скуповима тумаче у терминима реализације догађаја. Догађај А имплицира догађај B ако реализација догађаја А повлачи реализацију догађаја B, тј. сваки исход догађаја А је исход и догађаја B. Са гледишта Теорије скупова то значи да је А подскуп од B. За произвољан догађај А испуњено је ∅ ⊂ А, А ⊂ Ω.
Ако је А ⊂ B и B ⊂ А кажемо да су догађаји А и B једнаки или еквивалентни и пишемо А = B.
Сваком догађају А одговара супротан или комплементаран догађај АC који се реализује ако и само ако се догађај А не реализује, тј. АC је скуп оних исхода из Ω који не припадају догађају А. Сигуран и немогућ догађај су комплементарни догађаји , тј. ∅C = Ω и ΩC = ∅.
Пресек или производ два догађаја A и B је догађај C који се реализује ако и само ако се реализују и догађај А и догађај B и означава се са C = А ∩ B = АB. 
Ако је А ∩ B = ∅ , тј. ако догађаји А и B не могу да се реализују истовремено, кажемо да су А и B дисјунктни догађаји или да се међусобно искључују.
Унија два догађаја А и B је догађај C = А ∪ B који се реализује ако и само ако се реализује бар један од догађаја А и B. Унију дисјунктних догађаја А и B означавамо са А + B.
Операције пресека и уније једноставно се проширују за произвољан број догађаја. 
Разлика догађаја А и B је догађај који се реализује ако се реализује догађај А, а не реализује догађај B. Означава се са А \ B. Јасно је да важи А \ B = АBC.
Како релацији импликације и операцијама комплементирања, пресека и уније међу догађајима одговарају релација инклузије и операције комплементирања, пресека и уније међу скуповима, важе и добро познате њихове везе, као на пример, узајамна дистрибутивност пресека и уније, де Морганови обрасци итд.
За случајан догађај А је важно одредити вероватноћу која изражава степен могућности његове реализације у посматраном стохастичком експерименту. Вероватноћа догађаја је број P(A) и може се дефинисати на више начина.